# Utricularia arnhemica
Utricularia arnhemica — вид рослин із родини пухирникових (Lentibulariaceae).

## Біоморфологічна характеристика
Трав'яниста рослина, у висоту до 0.3 м. Вид примітний своїми пастками, які незвичайно виробляються над субстратом. Ці пастки досягають приблизно 1 см в діаметрі, що робить їх одними з найбільших у своєму роді. Листки округлої форми, коли вони знаходяться на землі, і подовжені при зануренні. Квітки пурпурні, з нижньою віночковою губою, розділеною на три частки. Шпора відбита назад під тупим кутом.

## Середовище проживання
Цей вид має великий ареал у пісковикових відкосах в Арнем-Ленді на Північній території Австралії.
Цей вид зазвичай зустрічається на протоках і невеликих сезонних струмках і басейнах на скосах пісковика. Він також росте на постійно вологих поверхнях на скелях з пісковика; на висоті від 0 до 300 метрів.

## Використання
Вид культивується в невеликих масштабах ентузіастами; торгівля незначна.